# Warande (volleybal)
Warande is een volleybalvereniging uit Zeist in de Nederlandse provincie Utrecht. Heren 1 speelt NeVoBo tweede klasse, Dames 1 speelt eerste klasse. De rest van de dames-, heren- en gemengdteams spelen in de Zeister Volleybal Competitie.